# 三上章
三上章 （日语：／ Mikami Akira，1903年1月26日—1971年9月16日），日本语言学家，出生于广岛县。东洋大学博士，为现代日语语法做出贡献的主要人物之一，以日语研究著作《大象鼻子長》（象は鼻が長い，ISBN 978-4874241172）闻名。

## 相关著作
- 解说书《『象は鼻が長い』入門: 日本語学の父　三上章》（くろしお出版、2003年） ISBN 4865042784》庵功雄著